# Ангайте
Ангайте (Angaité) — диалект языка санапана, на котором говорит народ ангайте, проживающий в индейских общинах Анаконда, Карандай-Пуку, Ксамок-Касек-Эстансия-Саласар, Ла-Эсперанса, Лагуна-Пато-Куньятай, Лагуна-Пато-Ла-Пальмера, Лагуна-Пато-Лолайко, Лагуна-Пато-Пато-Куэ-Саладо, Нуэва-Промеса-Альдеа региона Гран-Чако провинции Пресиденте-Аес в Парагвае. Многие дети говорят на языке гуарани, но могут понять диалект ангайте.